# بیمارستان العضدی
بیمارستان عضدی بیمارستانی است، که به فرمان عضدالدوله دیلمی در بغداد ساخته شد. کار ساخت آن سه سال طول کشید. ریاست بیمارستان را به جبرییل پزشک معروف شیراز واگذار کرد. بیمارستان عضدی در آبادترین بخش شهر بغداد یعنی در محله کرخ و ربیع در پهلوی غربی پل باب‌الطاق گشوده شد. هزینه بیمارستان از درآمدهای دولت تأمین می‌شد. رئیس بیمارستان را اگر سریانی بود ساعور و اگر مسلمان بود رئیس‌الاطبا می‌نامیدند. در این بیمارستان قسمت معالجه زنان از مردان جدا بود و هر بیماری قسمتی جداگانه داشت. تعداد کارکنان بیمارستان هشتاد نفر بوده‌است. حق‌العلاج طبق قانون خاصی بود. با مرگ عضدالدوله بیمارستان اهمیت خود را از دست داد. مقدسی می‌گوید در کنار این کتابخانه‌ای است که در آن کتاب‌های بی‌مانندی یافت می‌شود. بیمارستان عضدی از بیمارستان جندی شاپور الگوبرداری شده بود.

## ساخت و ساز
پادشاه عضدالدوله بودجه بیمارستان را از املاک متعلق به خود تأمین کرد. پیش از ساخت ساختمان و محله‌های آن، پزشک نامی ایرانی، رازی، برای تعیین مکان ایده‌آل برای بیمارستان عضدی انتخاب شد. برای انتخاب محل مناسب، گفته می‌شود که مناطق مختلف شهر با آویزان کردن گوشت و انتخاب مکانی که منجر به حداقل میزان فساد گوشت می‌شد، آزمایش می‌شدند. این مکان در بلندترین قسمت کرانه غربی رودخانه دجله قرار داشت. بنابراین از هوای راکد و حشراتی که ساحل پایینی رودخانه را آلوده می‌کردند، دور نگه داشته شد. به همین دلیل، قبلاً به عنوان محل کاخ خلد که در سده هشتم توسط خلیفه منصور ساخته شده بود، انتخاب شده بود. تکمیل ساخت بیمارستان عضدی در سال ۹۸۱ میلادی بود.
بیمارستان عضدی پس از توسعه اولیه‌اش دو بار بازسازی شد. نخستین باری که عضدی ویران شد در سال ۱۰۶۸ به دلیل طغیان دجله رخ داد. گفته می‌شود که پس از بازسازی، امکانات بیمارستان و مراقبت‌های ارائه شده به بیماران بهبود یافت. با این حال، بازدیدکنندگانی که از بیمارستان عبور می‌کردند، اظهار داشتند که عضدی در واقع بیماران را با همان کیفیت مراقبت درمان نمی‌کرد. برخی اظهار داشتند که پزشکان فقط چند بار در هفته به بیماران مراجعه می‌کردند. بیمارستان عضدی برای دومین بار در طول محاصره بغداد در سال ۱۲۵۸ ویران شد. این بیمارستان برای بار سوم بازسازی نشد.